# کالینزویل (آلاباما)
کالینزویل (به انگلیسی: Collinsville) شهری در شهرستان دیکلب ایالت آلاباما است که مساحت آن ۱۰٫۱۹ کیلومتر مربع است و در سرشماری سال ۲۰۱۰ میلادی، ۱٬۹۸۳ نفر جمعیت داشته و تراکم جمعیتی آن، ۱۹۴٫۶ نفر در هر کیلومتر مربع بوده است.